# Discografia de Nick Cave and The Bad Seeds
Essa é a discografia de Nick Cave and the Bad Seeds, uma banda da rock da Austrália com integrantes de várias nacionalidades. Até Maio de 2008 eles lançaram quatorze álbuns de estúdio, vinte e oito singles e dois álbuns ao vivo.

## Álbuns de estúdio
| 1984 | From Her to Eternity - Gravadora: Mute Records - Lançamento: 1984                                   | 40              | -               | -               | -               |                 |                 |                 |                 |                 |                 |
| 1985 | The Firstborn Is Dead - Gravadora: Mute Records - Lançamento: 1985                                  | 53              | -               | -               | -               |                 |                 |                 |                 |                 |                 |
| 1986 | Kicking Against the Pricks - Gravadora: Mute Records - Lançamento: 1986                             | 89              | -               | -               | -               |                 |                 |                 |                 |                 |                 |
| 1986 | Your Funeral... My Trial - Gravadora: Mute Records - Lançamento: 1986 - Format: CD, Disco de vinil  | -               | -               | -               | -               |                 |                 |                 |                 |                 |                 |
| 1988 | Tender Prey - Gravadora: Mute Records - Lançamento: 19 de Setembro de 1988                          | 67              | -               | -               | -               |                 |                 |                 |                 |                 |                 |
| 1990 | The Good Son - Gravadora: Mute Records - Lançamento: 17 de Abril de 1990                            | 47              | -               | 93              | -               |                 |                 |                 |                 |                 |                 |
| 1992 | Henry's Dream - Gravadora: Mute Records - Lançamento: 12 de Maio de 1992                            | 29              | -               | 41              | 59              |                 |                 |                 |                 |                 |                 |
| 1994 | Let Love In - Gravadora: Mute Records - Lançamento: 19 de Abril de 1994                             | 12              | -               | 8               | 34              |                 |                 |                 |                 |                 |                 |
| 1996 | Murder Ballads - Gravadora: Mute Records - Lançamento: 20 de Fevereiro de 1996                      | 8               | -               | 3               | 5               |                 |                 |                 |                 |                 |                 |
| 1997 | The Boatman's Call - Gravadora: Mute Records - Lançamento: 4 de Março de 1997                       | 22              | 155             | 5               | 19              |                 |                 |                 |                 |                 |                 |
| 2001 | No More Shall We Part - Gravadora: Mute Records - Lançamento: 10 de Abril de 2001                   | 15              | 180             | 4               | 8               |                 |                 |                 |                 |                 |                 |
| 2003 | Nocturama - Gravadora: Mute Records - Lançamento: 25 de Fevereiro de 2003                           | 20              | 182             | 8               | 11              |                 |                 |                 |                 |                 |                 |
| 2004 | Abattoir Blues / The Lyre of Orpheus - Gravadora: Mute Records - Lançamento: 20 de Setembro de 2004 | 11              | 126             | 5               | 7               |                 |                 |                 |                 |                 |                 |
| 2008 | Dig, Lazarus, Dig!!! - Gravadora: Mute Records - Lançamento: 3 de Março de 2008                     | 4               | 64              | 2               | 6               |                 |                 |                 |                 |                 |                 |
| 2013 | Push the Sky Away - Gravadora: Bad Seed Ltd - Lançamento: 18 de Fevereiro de 2013                   | 3               | 39              | 1               | 2               |                 |                 |                 |                 |                 |                 |
| 2016 | Skeleton Tree - Gravadora: Bad Seed Ltd - Lançamento: 9 de Setembro de 2016                         | A ser informado | A ser informado | A ser informado | A ser informado | A ser informado | A ser informado | A ser informado | A ser informado | A ser informado | A ser informado |

## Álbuns ao vivo
| Ano  | Detalhes do álbum                                                                   |
| ---- | ----------------------------------------------------------------------------------- |
| 1993 | Live Seeds - Gravadora: Mute Records - Lançamento: 28 de Setembro de 1993           |
| 2007 | The Abattoir Blues Tour - Gravadora: Mute Records - Lançamento: 20 de Março de 2007 |

## Compilação
| Ano  | Detalhes do álbum                                                                                   |
| ---- | --------------------------------------------------------------------------------------------------- |
| 1998 | The Best of Nick Cave and the Bad Seeds - Gravadora: Mute Records - Lançamento: 26 de Março de 1998 |
| 2005 | B-Sides & Rarities - Gravadora: Mute Records - Lançamento: 22 de Março de 2005                      |

## Singles
| Ano  | Single                                           | Posição nas paradas | Posição nas paradas | Posição nas paradas | Album                              |
| Ano  | Single                                           | UK                  | AUS                 | GER                 | Album                              |
| ---- | ------------------------------------------------ | ------------------- | ------------------- | ------------------- | ---------------------------------- |
| 1984 | "In the Ghetto"                                  | 84                  | -                   | -                   | From Her to Eternity               |
| 1985 | "Tupelo"                                         | -                   | -                   | -                   | The Firstborn Is Dead              |
| 1986 | "The Singer"                                     | -                   | -                   | -                   | Kicking Against the Pricks         |
| 1988 | "The Mercy Seat"                                 | 86                  | -                   | -                   | Tender Prey                        |
| 1988 | "Deanna"                                         | -                   | -                   | -                   | Tender Prey                        |
| 1990 | "The Ship Song"                                  | 84                  | -                   | -                   | The Good Son                       |
| 1990 | "The Weeping Song"                               | -                   | -                   | -                   | The Good Son                       |
| 1992 | "Straight to You"/"Jack the Ripper"              | 72                  | 96                  | -                   | Henry's Dream                      |
| 1992 | "I Had a Dream, Joe"                             | 85                  | 75                  | -                   | Henry's Dream                      |
| 1992 | "What a Wonderful World"                         | 72                  | 89                  | -                   | Não é single do álbum              |
| 1994 | "Do You Love Me?"                                | 68                  | 62                  | -                   | Let Love In                        |
| 1994 | "Loverman"                                       | 88                  | -                   | -                   | Let Love In                        |
| 1995 | "Red Right Hand"                                 | 68                  | 62                  | -                   | Let Love In                        |
| 1995 | "Where the Wild Roses Grow"                      | 11                  | 2                   | 12                  | Murder Ballads                     |
| 1996 | "Henry Lee"                                      | 36                  | 72                  | -                   | Murder Ballads                     |
| 1997 | "Into My Arms"                                   | 53                  | 26                  | -                   | The Boatman's Call                 |
| 1997 | "(Are You) The One That I've Been Waiting For"   | 67                  | -                   | -                   | The Boatman's Call                 |
| 2001 | "As I Sat Sadly by Her Side"                     | 42                  | 80                  | -                   | No More Shall We Part              |
| 2001 | "Fifteen Feet of Pure White Snow"                | 52                  | -                   | -                   | No More Shall We Part              |
| 2002 | "Love Letter"                                    | -                   | 86                  | -                   | No More Shall We Part              |
| 2003 | "Bring It On"                                    | 58                  | -                   | -                   | Nocturama                          |
| 2003 | "He Wants You"/"Babe, I'm on Fire"               | -                   | -                   | -                   | Nocturama                          |
| 2003 | "Rock of Gibraltar"                              | 136                 | -                   | -                   | Nocturama                          |
| 2004 | "Nature Boy"                                     | 37                  | 88                  | 89                  | Abattoir Blues/The Lyre of Orpheus |
| 2004 | "Breathless"/"There She Goes My Beautiful World" | 45                  | -                   | -                   | Abattoir Blues/The Lyre of Orpheus |
| 2005 | "Get Ready For Love"                             | 62                  | -                   | -                   | Abattoir Blues/The Lyre of Orpheus |
| 2008 | "Dig, Lazarus, Dig!!!"                           | 66                  | -                   | -                   | Dig, Lazarus, Dig!!!               |
| 2008 | "More News From Nowhere"                         | 171                 | -                   | -                   | Dig, Lazarus, Dig!!!               |
| 2008 | "Midnight Man"                                   |                     |                     |                     | Dig, Lazarus, Dig!!!               |

## Lista selecionada de videos e DVDs
- The Road to God Knows Where - Documentário sobre a turnê americana
- Live at the Paradiso - Ao vivo em Amsterdam, Holanda
- Nick Cave and the Bad Seeds: The Videos
- God Is in the House - Ao vivo em Lyon na França
- The Abattoir Blues Tour - 2DVD/CD, Ao vivo em Brixton Academy, Hammersmith Apollo, etc.

## Referencias
1. 1 2  «UK Albums chart». Everyhit.com. Consultado em 15 de maio de 2008
2. ↑  «Nick Cave and the Bad Seeds Chart history». Consultado em 15 de maio de 2008
3. ↑  «Nick Cave and the Bad Seeds Australian Chart history». Consultado em 24 de abril de 2008
4. ↑  «Nick Cave and the Bad Seeds Germany Chart history». Consultado em 24 de abril de 2008
5. ↑  «Nick Cave and the Bad Seeds Australian singles chart history». Consultado em 1 de junho de 2008
6. ↑  «German Singles chart». Media Control GfK International. Consultado em 19 de maio de 2008